# La Défense Jazz Festival
La Défense Jazz Festival ist ein seit 1977 bestehendes französisches Jazz-Festival im Großraum Paris. Organisiert vom Generalrat (Conseil général) des Départements Hauts-de-Seine, findet es jährlich an zehn Tagen im Monat Juni als Freiluft-Ereignis auf Bühnen in La Défense und den umliegenden Kleinstädten Fontenay-aux-Roses, Vanves, Suresnes, Rueil-Malmaison und Colombes statt. Alle Konzerte des Festivals sind für die Besucher ohne Eintritt zu zahlen frei zugänglich.
Das Festival richtet sich an ein breiteres Publikum als die Jazzliebhaber im engeren Sinne. Das zeigt sich darin, dass nicht nur alle Strömungen des Jazz einbezogen sind, sondern darüber hinaus Weltmusik, Blues, Funk, Reggae, Salsa und Bossa Nova. Es kommen jedes Jahr zwischen 20.000 und 50.000 Besucher.
Zu den bekannten Jazz-Größen des Festivals gehörten zum Beispiel 2008: Herbie Hancock, Solomon Burke, Yaron Herman und Caravan Palace. Beim 33. Festival 2010 traten die Musiker Shantel & Bucovina Club Orkestar, Chris Potter, Éric Legnini, Miss Platnum, Sophie Hunger, Brian Blade, Danilo Pérez, John Patitucci, Wayne Shorter und Caetano Veloso auf. Im Jahr 2011 stehen unter anderem Hindi Zahra, Ambrose Akinmusire, Keziah Jones, Manu Katché, George Clinton, Erik Truffaz, Dennis Coffey und Finley Quaye auf dem Programm. Im Jahr 2011 gab es auch ein spezielles Abendkonzert zur Fête de la Musique am 21. Juni.

## Tremplin Jazz de la Défense
Der Concours national de jazz de la Défense (auch unter dem Namen Tremplin Jazz de la Défense) besteht ebenfalls seit 1977. Der Wettbewerb ist ein integraler Bestandteil des Festivals. Sein Ziel besteht darin, neuen Entwicklungen und Profi-Musikern der französischen Jazzszene der Gegenwart ein kritisches Podium zu bieten. Eine Auswahl von zehn Formationen (oder Einzelmusikern) tritt im Wettbewerb vor einer Jury aus Jazzjournalisten, Label- sowie Club-Programmgestaltern öffentlich auf. Es gibt Geldpreise sowie Einladungen zu Festivals oder in Jazzclubs zu gewinnen. In drei Kategorien werden jeweils Sieger gekürt: Je drei Preisträger bei Instrumentalisten sowie beim Band-Wettbewerb sowie zwei Laureaten für den Kompositionspreis.